# Club Atlético Grau
El Club Atlético Grau és un club de futbol peruà de la ciutat de Piura.

## Història
El club va ser fundat el 5 de juny de 1919 amb el nom Club Miguel Grau. Duu el nom de l'heroi local Miguel Grau Seminario.
Fou un dels fundadors de la Liga Provincial de Fútbol de Piura el 1922. Jugà a la lliga entre 1922 i 1965. L'any 1966 la lliga xilena es descentralitzà a clubs de fora de Lima i Callao, i quatre clubs foren convidats, Melgar, Alfonso Ugarte de Chiclín, Octavio Espinosa, i Atlético Grau.

## Palmarès
- Copa Bicentenario:
  - 2019
- Supercopa del Perú:
  - 2020
- Segona divisió:
  - 2021
- Copa Perú:[10]
  - 1972